# Velletri
Velletri é uma comuna italiana da região do Lácio, província de Roma, com cerca de 52.000 habitantes. Estende-se por uma área de 113 km², tendo uma densidade populacional de 436 hab/km². Faz fronteira com Aprília (LT), Artena, Cisterna di Latina (LT), Genzano di Roma, Lanúvio, Lariano, Nemi, Rocca di Papa.

## Demografia
| Variação demográfica do município entre 1861 e 2011                               |
|                                                                                   |
| Fonte: Istituto Nazionale di Statistica (ISTAT) - Elaboração gráfica da Wikipedia |